# Jordi Xumetra Feliu
Jordi Xumetra Feliu (L'Estartit, 24 d'octubre de 1985) és un exfutbolista professional català que jugava com a extrem. Va ser internacional amb la selecció catalana.

## Carrera esportiva
Es va formar en el futbol base del FC Barcelona. En el Barça va militar en el Juvenil "A" la temporada 2002/03. Després de passar per la Fundació Esportiva Figueres a Tercera Divisió, la temporada 2005/06 va jugar a les files de l'Espanyol "B" entrenat per Rubi. En el filial espanyolista va aconseguir l'ascens a Segona Divisió "B" després de quedar subcampió del Grupo V de Tercera i superar la promoció d'ascens.
La temporada 2006/07 va fitxar pel Girona FC amb qui va aconseguir l'ascens a la divisió de plata en la seva primera temporada, i l'ascens a Segona Divisió la temporada següent. L'1 de juliol de 2010 acaba contracte amb el club blanc-i-vermell i firma per 2 temporades amb l'Elx CF. Xumetra marca un dels seus millors gols la temporada 2011/12 davant la UD Almeria, temporada en la qual renova el contracte amb el club il·licità.
El juliol de l'any 2013 fitxa com a nou jugador del Llevant UE, equip de la Primera Divisió, després d'aconseguir l'ascens a la mateixa categoria amb l'Elx CF. Va seguir en el Llevant UE fins al juliol de 2016, quan va fitxar pel Reial Saragossa.
El 2017 va fitxar per a la UE Olot on va jugar fins al 2023. Posteriorment va enrolar-se al FC l'Escala durant una temporada. L'estiu de 2024 es va retirar del futbol després d'una darrera temporada a Tercera Divisió amb el conjunt escalenc.

## Internacional

### Selecció catalana
Xumetra va ser convocat un cop amb la selecció catalana, jugant 45 minuts amb la selecció el 30 de desembre de 2013, en el Trofeu Catalunya Internacional 2013, un partit contra la selecció de Cap Verd, un partit disputat a l'Estadi Olímpic Lluís Companys de Barcelona, que va acabar amb victòria de la selecció catalana per 4 gols a 1.

## Palmarès
Girona
- Segona Divisió B: 2007–08

Elx
- Segona Divisió: 2012–13